# John Nicholson (Radsportler)
John Nicholson (* 22. Juni 1949 in Melbourne) ist ein ehemaliger australischer Bahnradsportler und zweifacher Weltmeister im Radsport.
1972 errang John Nicholson, der schon vier Jahre zuvor an den Olympischen Sommerspielen in Mexiko-Stadt teilgenommen hatte, eine Silbermedaille bei den Olympischen Spielen in München im Sprint hinter Daniel Morelon. 1970 und 1974 gewann er bei den Commonwealth Games den Sprint und wurde 1974 Zweiter im 1000-Meter-Zeitfahren. 1974 gewann er den Großen Preis von Berlin.
1974 trat Nicholson zu den Profis über. Im selben Jahr wurde er bei den UCI-Bahn-Weltmeisterschaften in Montréal Vize-Weltmeister im Sprint und schließlich in den beiden folgenden Jahren jeweils Weltmeister. Zweimal wurde er zudem Australischer Sprint-Meister und 1977 Dritter beim Grand Prix de Paris. Den Grand Prix Amsterdam gewann er 1977, den Grand Prix Kopenhagen von 1975 bis 1977.
1975 gewann er die traditionsreiche Champion of Champions Trophy. 1975 wurde er Radsportler des Jahres in Australien.
Nicholson führte in den frühen 1970er Jahren, also lange vor der Erfindung der Clipless-Pedale eine kuriose Neuerung ein: Er montierte seine Rennschuhe mit einer Metallplatte und Schrauben fest an ein Paar konventioneller Pedale, um eine höchstmögliche Kraftübertragung beim Sprint zu erzielen. Statt also wie heute einzuklicken oder die feste Verbindung der Pedalen mit den Schuhen mit Hilfe von Spurthaken und -riemen herzustellen, schlüpfte er nach Besteigen des Rades in die Schuhe.
Heute ist John Nicholson dem Radsport noch immer verbunden als Präsident des Melbourner „Blackburn Cycling Club“.